# ATR 42
ATR 42 (eng. Avions de Transport Regional ) je dvomotorni turbo-prop zrakoplov kojeg je proizvela francusko-talijanski ATR. Broj u imenu označuje u stvari broj sjedišta iako u nekim njihovim razmještajima avion može prevesti i do 50 putnika.

## Dizajn i razvoj
Razvoj zrakoplova počeo je u listopadu 1981. a prvi prototip uzletio je 16. kolovoza 1984. godine a certifikat dobiva iduće 1985. U prosincu 1985. francuska kompanija Air Littoral leti s ATRom 42 prvi komercijalni let. Do siječnja 2007. isporučeno je 390 aviona dok se za još 11 u izgradnji. 

## Inačice

### ATR 42-200/300
Ova inačica je originalni model zrakoplova s Pratt & Whitney Canada PW120 motorima od po 2000 KS.

### ATR 42-320
Modernizirana inačica s nešto jačim PW121 motorima od po 2100 KS.

### ATR 42-400
Dodatno poboljšana inačica koja koristi šesterokraki propeler na istim motorima kao i prethodne inačice. Prvi korisnici bili su Conviasia iz Venezuele i Czesh Airlines (CSA).

### ATR 42-500
ATR-500 je inačica koja se trenutno proizvodi. Po izgledu zrakoplov je isti kao i ostali modeli osim što će njegov šesterokraki propeler pokretati PW127E turbo-prop motor od 2.400 KS. Zrakoplov ima veću putnu brzinu, veći MTOW kao i veći dolet (1500 NM). Promijenjen je izgled putničke kabine, a u pilotsku kabinu uveden je EFIS sustav. Radi povećanja maksimalne težine za uzlijetanje pojačana je struktura i ugrađeno novo podvozje s jačim kočnicama.

### ATR 42-600
2. listopada 2007. uprava ATR-a najavila je na konferenciji za novinare održanoj u Washingtonu pokretanje nove serije -600. U novi ATR 42-600 i ATR 72-600 bit će ugrađena najnovija tehnološka poboljšanja uz zadržavanje poznatih prednosti trenutnih zrakoplova, ponajviše njihove visoke učinkovitosti, niske potrošnje goriva i operativnih troškova. Pokretat će ih standardni PW127M motori. Serija -600 ATR aviona će biti postupno uvedena tijekom druge polovice 2010. godine.

### Cargo ATR 42
ATR pruža mogućnosti preinake kabine koja u 30 minuta umjesto sjedišta ima prostor u koji stanu specijalni ATR cargo-kontejneri utovarivi kroz prednja lijeva vrata. Svaki kontejner ima volumen od 2.8m3 i može nositi teret do ukupne težine od 500kg. ATR 42 može nositi do devet ATR kontejnera. Postoji i mogućnost ugradnje većih cargo vrata te se u kabinu mogu utovariti standardni LD3 kontejneri.
Trenutno 12 operatera leti s 30 cargo ATR-a a 27 ATR 42-300 je u preinaci za FedEx. Na samo jednom ATR-42 koji leti za Northern Air Cargo Alaska ugrađena su šira vrata (+ jedna na ATR 72).

## Tehničke karakteristike (ATR 42-500)
Osnovne karakteristike
- posada: 2
- kapacitet: 44-50 putnika
- dužina: 22,67 m
- raspon krila: 24,57 m
- površina krila: 54,5 m2
- visina: 7,59 m
- širina trupa: 2,865 m
- korisni teret: 7.350 kg

Letne karakteristike
- ekonomska brzina: 556 km/h
- dolet: 1.611 km
- najveća visina leta: 7.600 m
- motor: dva turbo-prop motora

## Vanjske poveznice
|  | Zajednički poslužitelj ima stranicu o temi ATR 42 |

- (en) ATR-42  Arhivirana inačica izvorne stranice od 8. rujna 2008. (Wayback Machine)